# M105
М105 (NGC 3379) е елиптична галактика, разположена по посока на съзвездието Лъв, за която се предполага, че съдържа свръхмасивна черна дупка.
Открита е от Пиер Мешен през 1781, няколко дена след като той открива близките М95 и М96. М105 принадлежи на групата от галактики в съзвездието Лъв, централна галактика в който е М96.
Класифицирана е от Едуин Хъбъл като образец на галактика от тип E0. Обектът присъства в оригиналната редакция на Нов общ каталог (NGC).